# El Gato, Jalisco
El Gato är en ort i Mexiko.   Den ligger i kommunen Zapotlanejo och delstaten Jalisco, i den centrala delen av landet, 400 km väster om huvudstaden Mexico City. El Gato ligger 1 850 meter över havet och antalet invånare är 130.
Terrängen runt El Gato är kuperad österut, men västerut är den platt. Runt El Gato är det ganska tätbefolkat, med 60 invånare per kvadratkilometer. Närmaste större samhälle är Zapotlanejo, 17,8 km väster om El Gato. I omgivningarna runt El Gato växer huvudsakligen savannskog.